# Dawid Isa
Dawid Isa (gestorben 1882 in Mihirkan) war ein jesidisches Oberhaupt in Sindschar. Er war Sohn und Nachfolger von Isa Agha.

## Leben
Dawid Isa wurde in dem jesidischen Dorf Mihirkan als erster Sohn von Isa Agha geboren. Nach dem Tod seines Vaters im Jahr 1875 übernahm er die Führung des Dorfes. 
1882 griffen osmanische Truppen Mihirkan an, Dawid Isa führte den Widerstand an und wurde in den Gefechten getötet. Zu der Zeit war seine Frau hochschwanger, Isa konnte die Geburt seines ersten Sohnes nicht erleben, weshalb der Sohn nach seinem Vater Dawid benannt wurde. 
Nach Isas Tod wurde sein jüngerer Bruder Hesso Isa zu seinem Nachfolger ernannt, bis Isas Sohn Dawid Dawid alt genug für die Führung war.